# Bing
Microsoft Bing (bivši Live Search, Windows Live Search i MSN Search) je servis pretraživanja interneta (tražilica) tvrtke Microsoft. Predstavio ga je Steve Ballmer 28. svibnja 2009. na konferenciji All Things Digital u San Diegu, Bing je zamjena za Live pretraživanje. Puna funkcionalnost tražilice dostupna je od 3. lipnja 2009. U veljači 2011. Bing zauzima treće mjesto među tražilicama s 3,68% tržišnog udjela - Google je prvi s 85,37%, Yahoo je drugi s 6,14%.
Značajne promjene uključuju uključivanje prijedloga za pretraživanje u stvarnom vremenu prilikom unosa pojmova za pretraživanje i popis povezanih pretraživanja (pod nazivom "povezano pretraživanje" na lijevoj strani rezultata pretraživanja) na temelju semantičke tehnologije iz Powerseta, koji je Microsoft kupio u 2008. Bing također uključuje i sposobnost Spremi i dijeli povijesti pretraživanja putem Windows Live SkyDrivea, Facebooka i e-pošte.

## Povijest

### MSN pretraživanje
MSN tražilica sadrži pretraživanje i indeksiranje. MSN Search se pojavio 1998. i koristio je rezultate pretraživanja tvrtke Inktomi. Početkom 1999. MSN je pokrenuo verziju za pretraživanje interneta koja prikazuje podatke iz Looksmarta pomiješane s rezultatima tvrtke Inktomi (osim za vrijeme kratkog razdoblja u 1999., kada su se koristili rezultati iz pretraživača AltaViste). Od tada, Microsoftova MSN tražilica daje svoje rezultate pretraživanja, gdje se indeks ažurira svaki tjedan ili čak i dnevno. Ažuriranje je počelo kao beta program nakon nekoliko godina istraživanja u studenom 2004. Pretraživanje slika je vodila treća strana, Picsearch. 

### Windows Live pretraživanje
Prva javna beta verzija Windows Live pretraživanja je objavljena 2006. U rujnu 2006. je zamijenila MSN pretraživanja. Nova tražilica je pružala korisnicima mogućnost pretraživanja određene vrste informacija pomoću "tagova", koja uključuju web, vijesti, slike, glazbu, pozadine i lokalno pretraživanje. Windows Live Search je obavio više od 2,5 milijarde pretraživanje širom svijeta svakog mjeseca Konfiguracijski izbornik je bilo moguće promijeniti samo u programu Internet Explorer.
U prijelazu s MSN pretraživanja na Windows Live pretraživanje, Microsoft je prestao koristiti Picsearchovo pretraživanje slika i počeo koristiti svoje pretraživanje, po vlastitim algoritmima.

### Live pretraživanje
U ožujku 2007., Microsoft je najavio odvojen razvoj Windows Live Search obitelji i preimenovao je uslugu u Live pretraživanje. Live pretraživanje je integrirano kao pretraživanje u stvarnom vremenu kao i u platforme oglašavanja. 
Serija reorganizacije i konsolidacije tvrtke Microsoft vezano uz pretraživanje je izvršeno pod nazivom Live pretraživanje. Pružanje Live Search makronaredbe, koja omogućuje korisnicima da otvaraju vlastito pretraživanje ili koristite makronaredbe koje su stvorili drugi, je završio brzo. 
Microsoft je shvatio da riječ "Live" u naslovu ne može ostati i dalje. Kako bi stvorili novi identitet, Live Search je zamijenio Bing u lipnju 2009.

## Trgovinski sporazum s Yahoom
Microsoft i Yahoo 2009. su objavili desetogodišnji ugovor prema kojem Yahoo pretraživanje od sada obavlja Bing. Yahoo dobiva 88% svih prihoda od prodaje oglasa na stranicama za pretraživanje prvih pet godina.

## Internacionalno
Bing je dostupan u mnogim jezicima i lokaliziran je u mnogim zemljama.

### Jezici na kojima Bing može pronaći rezultate
| - Albanski - Arapski - Bugarski - Katalonski - Kineski - Hrvatski - Češki - Danski - Nizozemski - Engleski - Estonski - Finski - Francuski - Njemački | - Grčki - Hebrejski - Mađarski - Islandski - Indonezijski - Talijanski - Japanski - Korejski - Litvanski - Malajski - Norveški - Perzijski - Poljski | - Portugalski - Rumunjski - Ruski - Srpski (ćirilica) - Slovački - Slovenski - Španjolski - Švedski - Tajlandski - Turski - Ukrajinski - Vijetnamski |

### Jezici na kojima se Bing prikazuje
| - Baskijski - Bugarski - Katalonski - Kineski - Hrvatski - Češki - Danski - Nizozemski - Engleski - Estonski - Finski - Francuski - Njemački | - Grčki - Hindi - Mađarski - Islandski - Talijanski - Japanski - Korejski - Litvanski - Malajski - Norveški - Perzijski - Poljski | - Portugalski - Rumunjski - Ruski - Srpski (ćirilica) - Slovački - Slovenski - Španjolski - Švedski - Tajlandski - Tamil - Turski - Ukrajinski - Vijetnamski |

## Vanjske poveznice
- Službena stranica
- Alatna traka Bing